# Tucker Point
Tucker Point är en udde i Antarktis. Den ligger i Västantarktis. Inget land gör anspråk på området.
Terrängen inåt land är varierad. Havet är nära Tucker Point åt nordväst. Trakten är obefolkad. Det finns inga samhällen i närheten.